# Hansenius milloti
Hansenius milloti es una especie de arácnido del orden Pseudoscorpionida de la familia Cheliferidae.

## Distribución geográfica
Se encuentra en el oeste de África.